# Florian Boucansaud
Florian Boucansaud (Noisy-le-Sec, 15 februari 1981) is een Franse voormalig voetballer die bij voorkeur als verdediger speelde. Hij tekende in juli 2010 bij FC Montceau Bourgogne, nadat hij in het voorgaande jaar geen club had.